# میزوری
میزوری (به انگلیسی: Missouri) از ایالت‌های غرب میانه آمریکا است. مرکز آن جفرسون‌سیتی و شهرهای مهم آن کانزاس‌سیتی و سنت‌لوئیس هستند.

## نامگذاری
تلفظ صحیح نام ایالت در آوای بومی و ساکنان کنونی آن میزوری است و نه میسوری. میزوری نام خود را از زبان سرخپوستان قبیله سو می‌گیرد که به معانی مختلف تعبیر (از جمله مثلاً «مردم قایق‌سوار» یا «قایق بزرگ» یا «قایق چوبی») شده‌است.
در جنوب و برخی مناطق دیگر ایالت گاه مشاهده می‌شود که نام ایالت را میزورا نیز تلفظ می‌کنند.

## تاریخ
ایالت میزوری از ایالت‌های میانهٔ غربی ایالات متحده است که تاریخ آن به‌شکلی چشمگیر با گسترش آمریکا به سوی غرب، برده‌داری، جنگ داخلی، و مهاجرت اروپایی پیوند خورده‌است.
پیش از ورود اروپایی‌ها، سرزمین میزوری محل زندگی اقوام بومی چون آزبجوا، اوماها، میامی، اوته و ساک و فاکس بود. در سدهٔ هفدهم، کاوشگران فرانسوی این منطقه را بخشی از لوییزیانای فرانسه می‌دانستند.
در سال ۱۸۰۳، ایالات متحده طی «خرید لوییزیانا» این منطقه را از فرانسه خرید. 
میزوری در سال ۱۸۰۳ در واقعه خرید لوئیزیانا توسط توماس جفرسون از کشور فرانسه خریداری شد. هفده سال بعد یعنی در سال ۱۸۲۱ میلادی میزوری به عنوان بیست و چهارمین ایالت آمریکا به ایالات متحده پیوست.  پس از آن، میزوری بخشی از «قلمرو میزوری» شد و با افزایش مهاجرت، شهرهایی چون سنت لوئیس و کپ‌ژیراردو رشد یافتند.
در سال ۱۸۲۱، میزوری به‌عنوان ایالتی برده‌دار وارد اتحادیه شد. این ورود، در قالب «مصالحه میزوری» صورت گرفت، که تعادلی سیاسی میان ایالت‌های آزاد و برده‌دار برقرار می‌کرد. این مصالحه از عوامل مهم در مسیر به سوی جنگ داخلی بود.
میزوری در جنگ داخلی موقعیتی پیچیده داشت: به‌رغم باقی‌ماندن در اتحاد (ایالات متحده), بسیاری از مردم آن از ایالات مؤتلفه پشتیبانی می‌کردند. نبردهای زیادی در این ایالت رخ داد، از جمله نبرد ویلسونز کریک.
پس از جنگ، میزوری با صنعتی‌شدن و گسترش راه‌آهن شکوفا شد. شهرهایی چون کانزاس‌سیتی و سنت لوئیس به مراکز بزرگ اقتصادی و فرهنگی بدل شدند. در اوایل سدهٔ بیستم، میزوری به‌واسطه موقعیت جغرافیایی‌اش، پلی میان شرق و غرب آمریکا شد.
میزوری در قرن بیستم نقشی محوری در سیاست داشت و  در جنگ داخلی آمریکا یکی از اعضای اتحادیه شمال بود.—هری ترومن، سی و سومین رئیس‌جمهور آمریکا، اهل این ایالت بود. این ایالت همواره بازتابی از آرای سیاسی متعادل بوده و گاه به‌عنوان «ایالت شاخص» (bellwether) در انتخابات شناخته می‌شد، گرچه در سال‌های اخیر تمایل بیشتری به جمهوری‌خواهان نشان داده‌است.

## آب و هوا
میزوری غالباً دارای آب و هوای قاره‌ایست: زمستان‌های سرد و برفی و تابستانهای گرم و شرجی دارد. میزوری به ویژه در «کوچه پیچندها» (Tornado Alley) قرار دارد.

## شهرها
ایالت میزوری دو شهر بزرگ دارد: یکی سنت لوئیس و دیگری کانزاس سیتی که هر دو بالای دو میلیون نفر جمعیت دارند. چند شهر دیگر نیز در ایالت وجود دارند که در مقیاس شهرهای متوسط محسوب می‌گردند. در این گروه می‌توان جفرسون سیتی (پایتخت ایالت)، اسپرینگفیلد، کلمبیا، سنت جوزف و جاپلین نام برد.

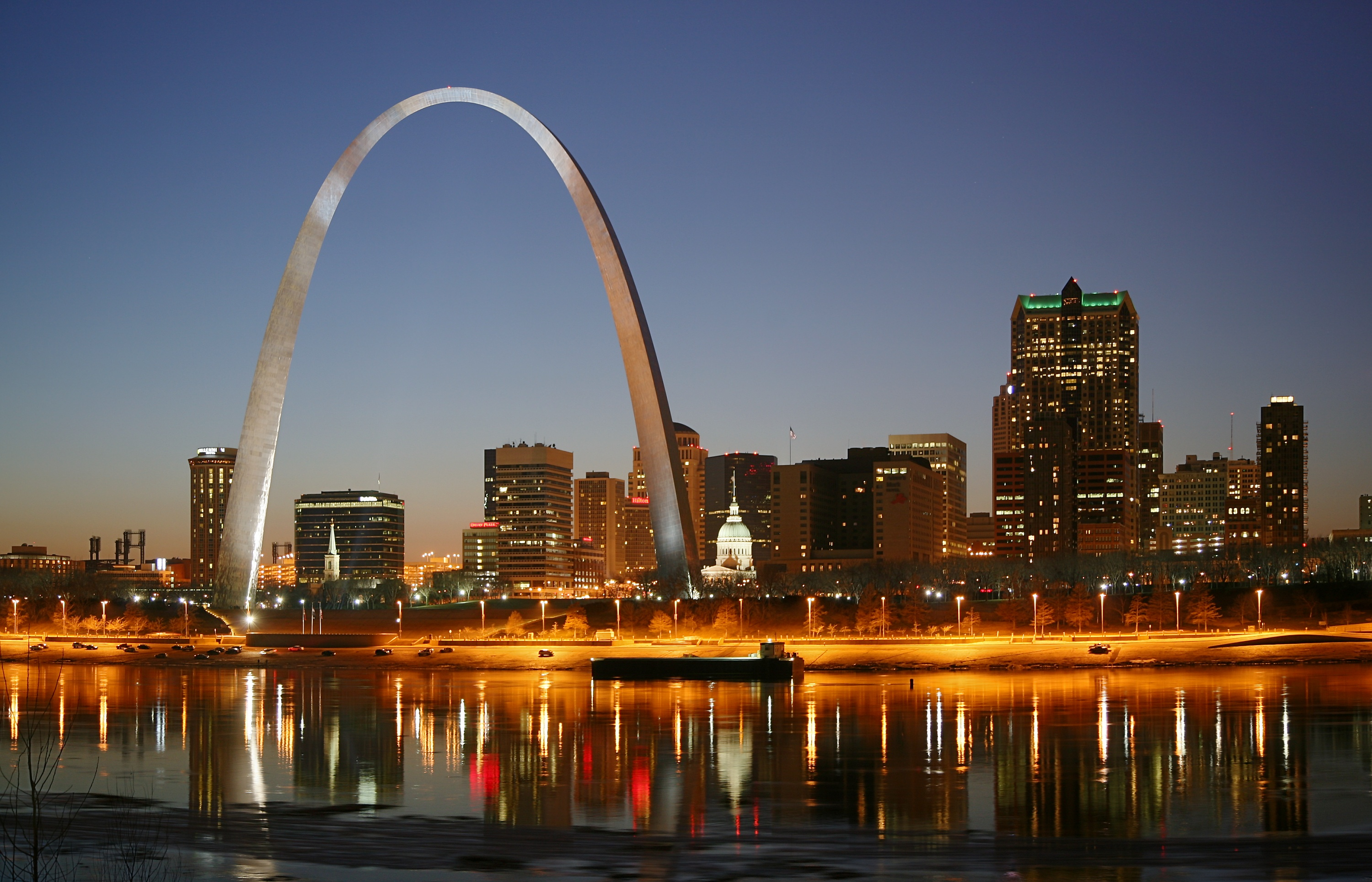
سنت لوئیس: ۲٫۹ میلیون نفر
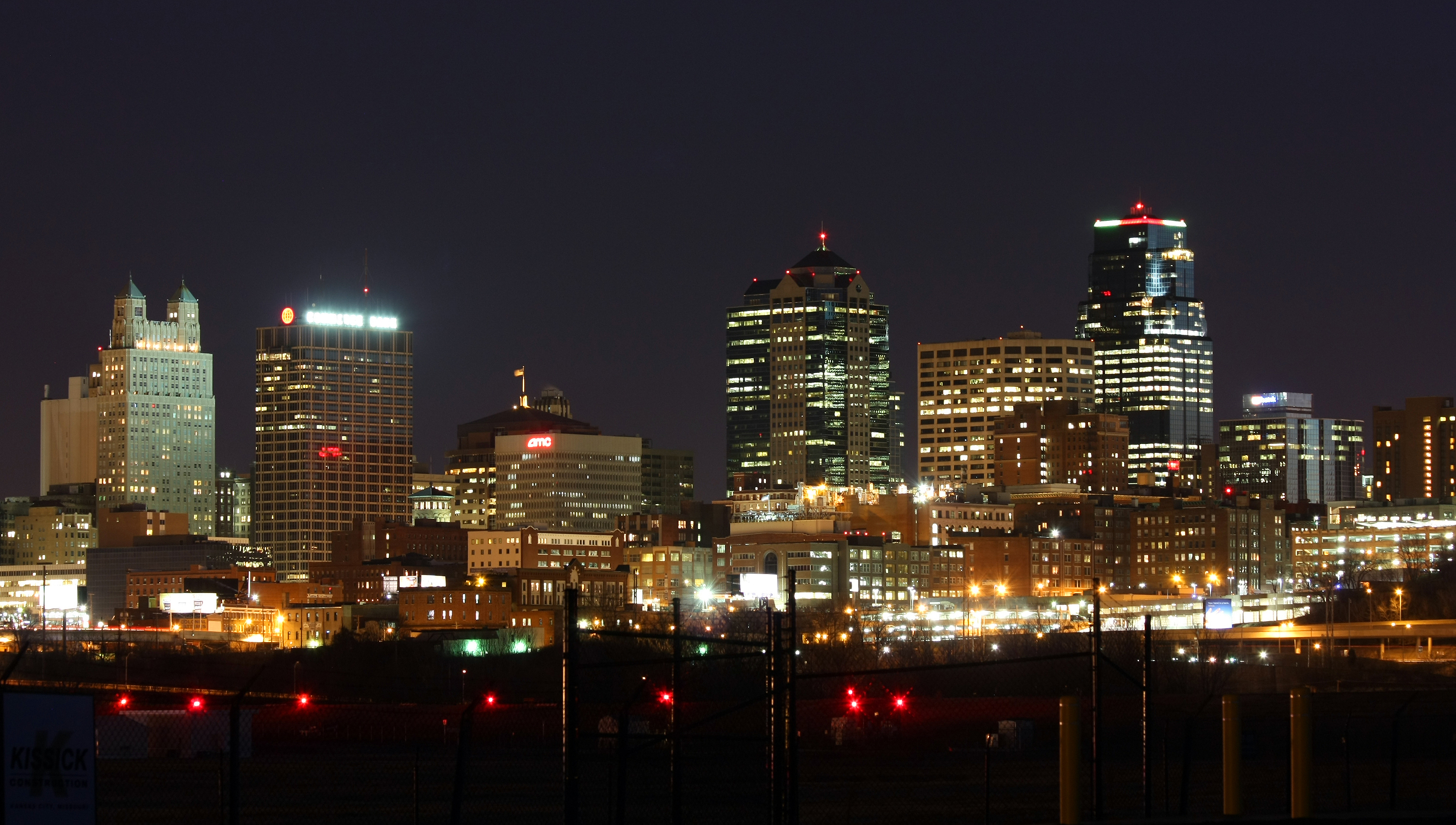
کانزاس سیتی: ۲٫۴ میلیون نفر
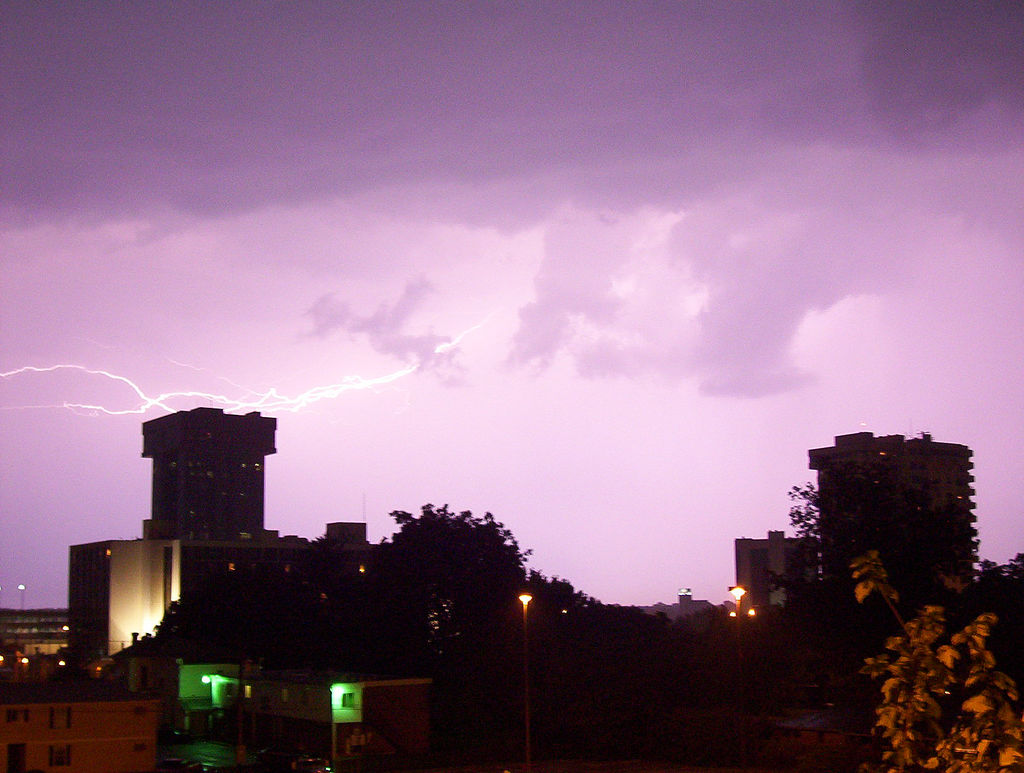
اسپرینگفیلد: ۴۴۰ هزار نفر

## اقتصاد

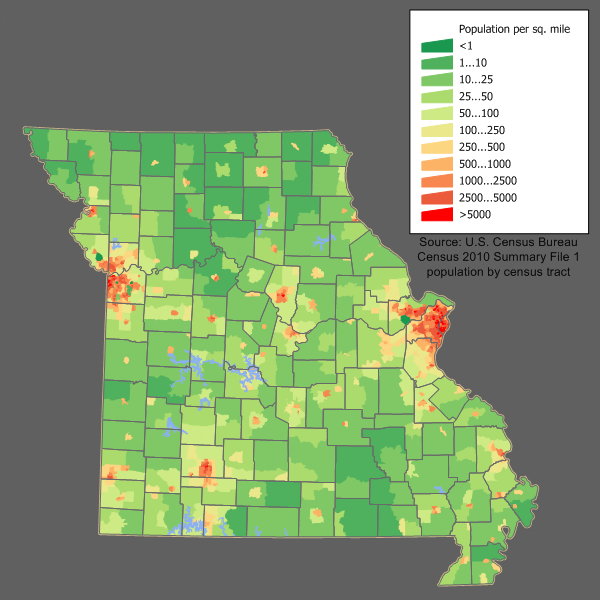
نقشه تراکم جمعیت ایالت

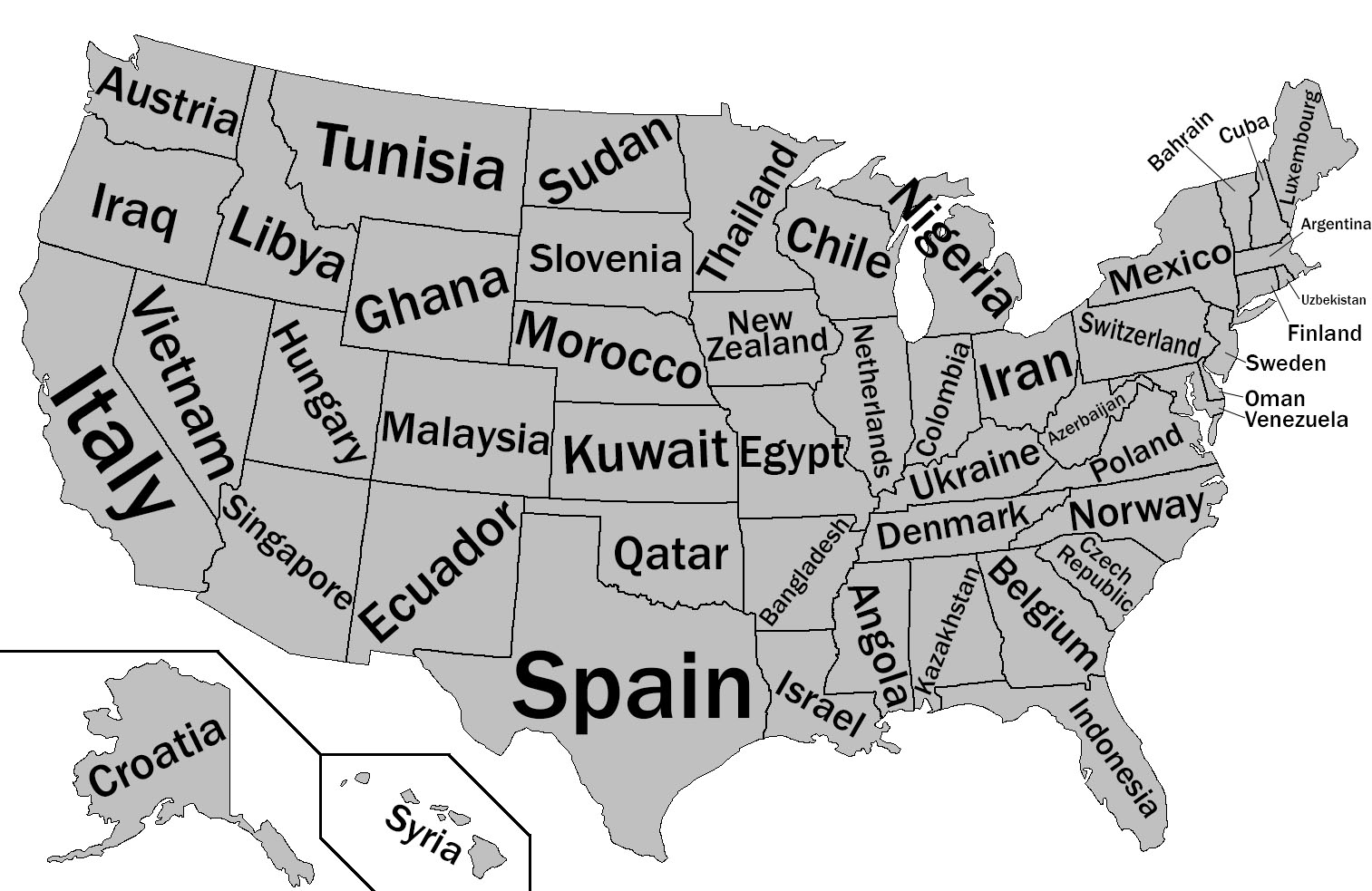
مقایسهٔ تولید ناخالص داخلی ایالت‌های آمریکا با کشورهای دیگر در سال ۲۰۱۲. تولید ناخالص داخلی ایالت میزوری در این سال، قابل مقایسه با کشور مصر بوده‌است.

در سال ۲۰۱۲، این ایالت تولید ناخالص داخلی برابر با ۲۷۹٬۰۹۹ میلیارد دلار داشت، که بیش از تولید ناخالص داخلی کشور سنگاپور (۲۷۶٬۵۲۰ میلیارد دلار) بود
در سال ۲۰۱۶ مجموعاً ده شرکت در میان اعضای فهرست فورچون ۵۰۰ ار ایالت میزوری قرار داشتند. این شرکت‌ها عبارت بودند از:
| رتبه | نام شرکت                     | رتبه در فورچون ۵۰۰ در سال ۲۰۱۳ | بخش صنعت              |
| ۱    | Express Scripts              | ۲۲                             | پزشکی و داروسازی      |
| ۲    | امرسون الکتریک               | ۱۳۹                            | برق                   |
| ۳    | مونسانتو                     | ۲۰۴                            | شیمی و بیوتکنولوژی    |
| ۴    | Reinsurance Group of America | ۲۴۶                            | بیمه                  |
| ۵    | Centene                      | ۶۶                             | خدمات درمانی          |
| ۶    | Olin                         | ۴۶۷                            | صنایع شیمی            |
| ۷    | Ameren                       | ۴۳۱                            | برق و گاز             |
| ۸    | O'Reilly Automotive          | ۳۲۳                            | صنایع قطعات خودروسازی |
| ۹    | Graybar Electric             | ۴۲۰                            | صنایع قطعات برقی      |
| ۱۰   | Edward Jones                 | ۴۰۳                            | سرمایه‌گذاری           |

از شرکت‌های مهم دیگر این ایالت می‌توان مک‌دانل داگلاس، هالمارک کاردز، شرکت‌های معروف معماری آرکیتکچر ۳۶۰، هلموث، اوباتا و کاساباوم و پاپولوس، شرکت شراب‌سازی انهایزر بوش و شرکت محاسبات و تحلیل آماری اچ اند آر بلاک را نام برد.
در کشاورزی، مهم‌ترین محصولات این ایالت سویا و برنج است.

## سیاست
به غیر از شهرهای بزرگ همانند سنت لوئیس و کانزاس سیتی، اغلب ایالت جمهوری‌خواه هستند. با اینحال نمایندگان دموکرات نیز از این ایالت به مقام و منصب‌های بالا نیز می‌رسند.
میزوری در حال حاضر در کنگره آمریکا شش جمهوریخواه و دو دموکرات (یعنی در مجموع هشت نماینده) دارد.
میزوری یک سیستم پارلمان دو مجلسی دارد: مجلس نمایندگان میزوری ۱۶۳ عضو دارد که به مدت چهار تا ترم دو ساله می‌توانند در مقام خود خدمت کنند. تیم جونز (ج) سخنگوی مجلس است. مجلس سنای میزوری نیز ۳۴ عضو دارد که می‌توانند به مدت دو ترم چهار ساله در مقام خود خدمت کنند. پیتر کیندل (ج) ریاست سنا را بر عهده دارد. مجلس سنا و نمایندگان ایالت در کاپیتول ایالت میزوری قرار دارد. این ساختمان، دیوان عالی ایالت میزوری، و دیگر ادارات دولتی ایالت در شهر پایتخت میزوری، یعنی جفرسون سیتی قرار دارند.

## مشاهیر

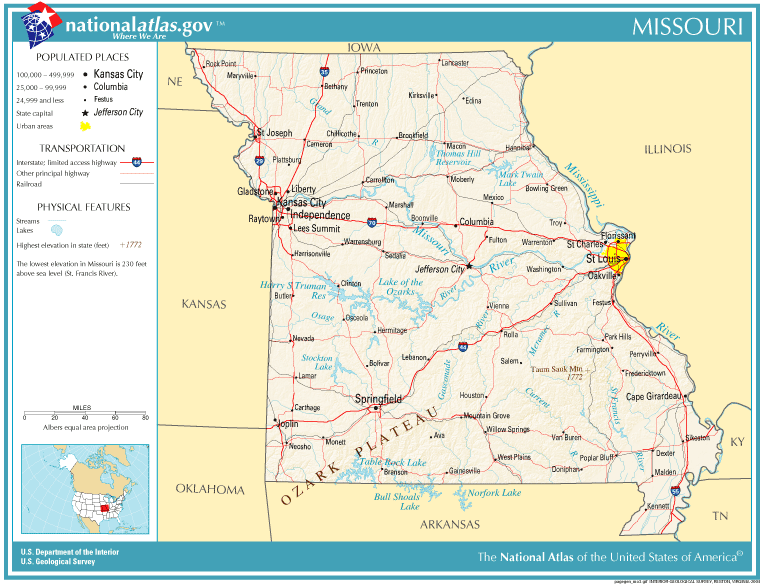

از افراد مشهور این سرزمین می‌توان امینم رپر، رندی اورتن کشتی کچ کار، کلمن هاوکینز، شریل کرو، مارک تواین٫ والتر کرانکایت٫ هری ترومن٫ سناتور جیمز فولبرایت٫ ماریان مور، تی.اس. الیوت، ادوین هابل، یولیسیز سایمن گرانت، جان اشکرافت، استیون چو، چاک بری، چارلز لیندبرگ، دیوید لی (بسکتبال)، مایا آنجلو، ریچارد اسمالی و مت بومر را نام برد.

## دانشگاه‌ها و مراکز فرهنگی میزوری

### مراکز فرهنگی
طاق گیت وی، موزه هنر نلسون اتکینز و موزه هنر میلدرد لین کمپر در این ایالت قرار دارند. موزه و کتابخانه ریاست جمهوری هری ترومن نیز در میزوری واقع است.

### آموزش عالی
در آموزش عالی، این ایالت دارای موسسات بسیار معتبریست. از آن جمله می‌توان دانشگاه واشینگتن در سنت لوییس را در وهله نخست نام برد که در سال ۲۰۱۳ در جهان (بر طبق رده‌بندی مؤسسه ARWU) در مقام ۳۲ در دنیا و نیز در رتبه ۱۴ در آمریکا (بر طبق یو اس نیوز اند ورلد ریپورت) قرار داشت.
دانشگاه میزوری در کانزاس سیتی، دانشگاه میزوری در رولا، و دانشگاه میزوری در کلمبیا هر سه از دانشگاه‌های دولتی بزرگ ایالت محسوب می‌شوند که شعبه اصلی آن‌ها در شهر کلمبیا دارای شهرت فراوانی در میان دانشگاه‌های دولتیست. دانشگاه میزوری در رولا دارای یک راکتور هسته‌ای ۲۰۰ کیلوواتی است و دانشگاه میزوری در کلمبیا نیز یک رآکتور هسته‌ای ۱۰ مگاواتی آزمایشی دارد.

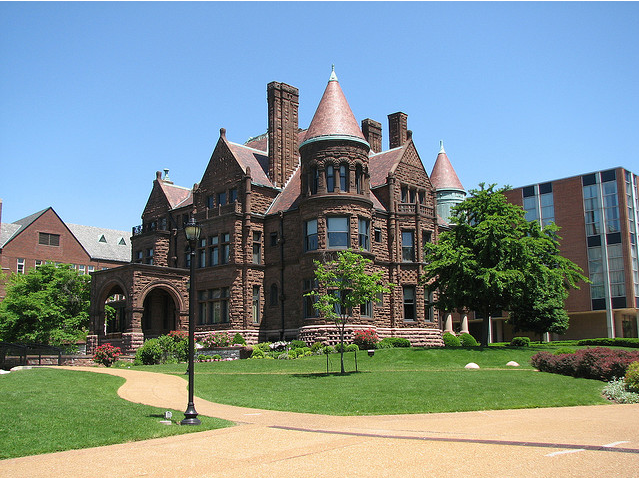
دانشگاه سنت لوئیس
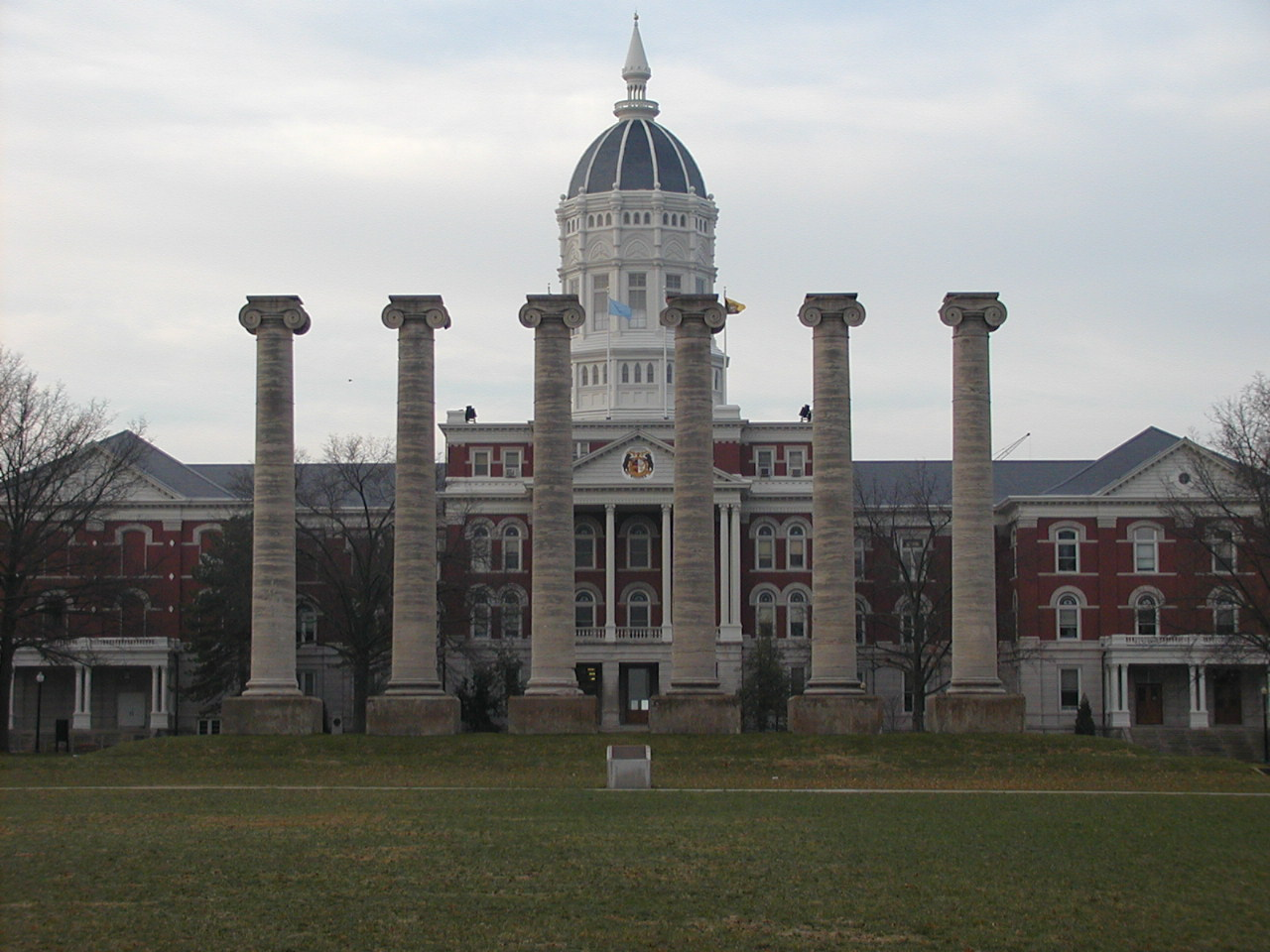
دانشگاه میزوری بزرگترین دانشگاه ایالت
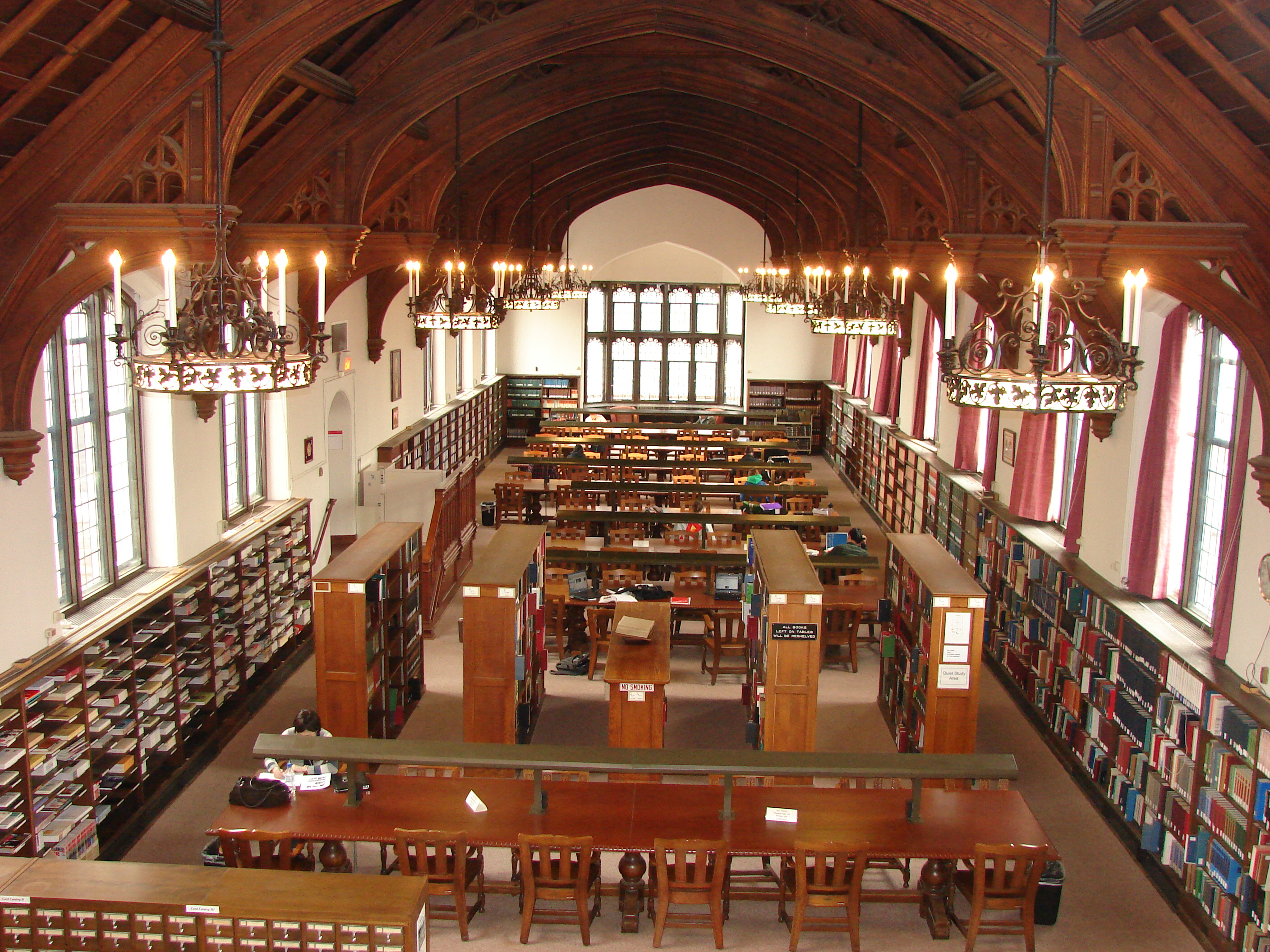
دانشگاه واشینگتن در سنت لوئیس

## طبیعت
میزوری از نظر منابع طبیعی بسیار غنی می‌باشد. جنگل ملی مارک توین در جنوب این ایالت گسترده شده‌است که بسیار مورد بازدید دوستداران طبیعت از سرتاسر آمریکا قرار دارد. این پارک بر نیمه شمالی رشته‌کوه اوزارک در جنوب ایالت میزوری گسترده شده‌است.
از ده‌ها پارک ایالتی متعدد در میزوری می‌توان پارک ایالتی درخت بزرگ بلوط، پارک ایالتی بابلر، پارک ایالتی هاون، پارک ایالتی غار اونونداگا، پارک ایالتی بنت اسپرینگ و پارک ایالتی رودخانه کویور را به‌طور نمونه نام برد.

## نگارخانه

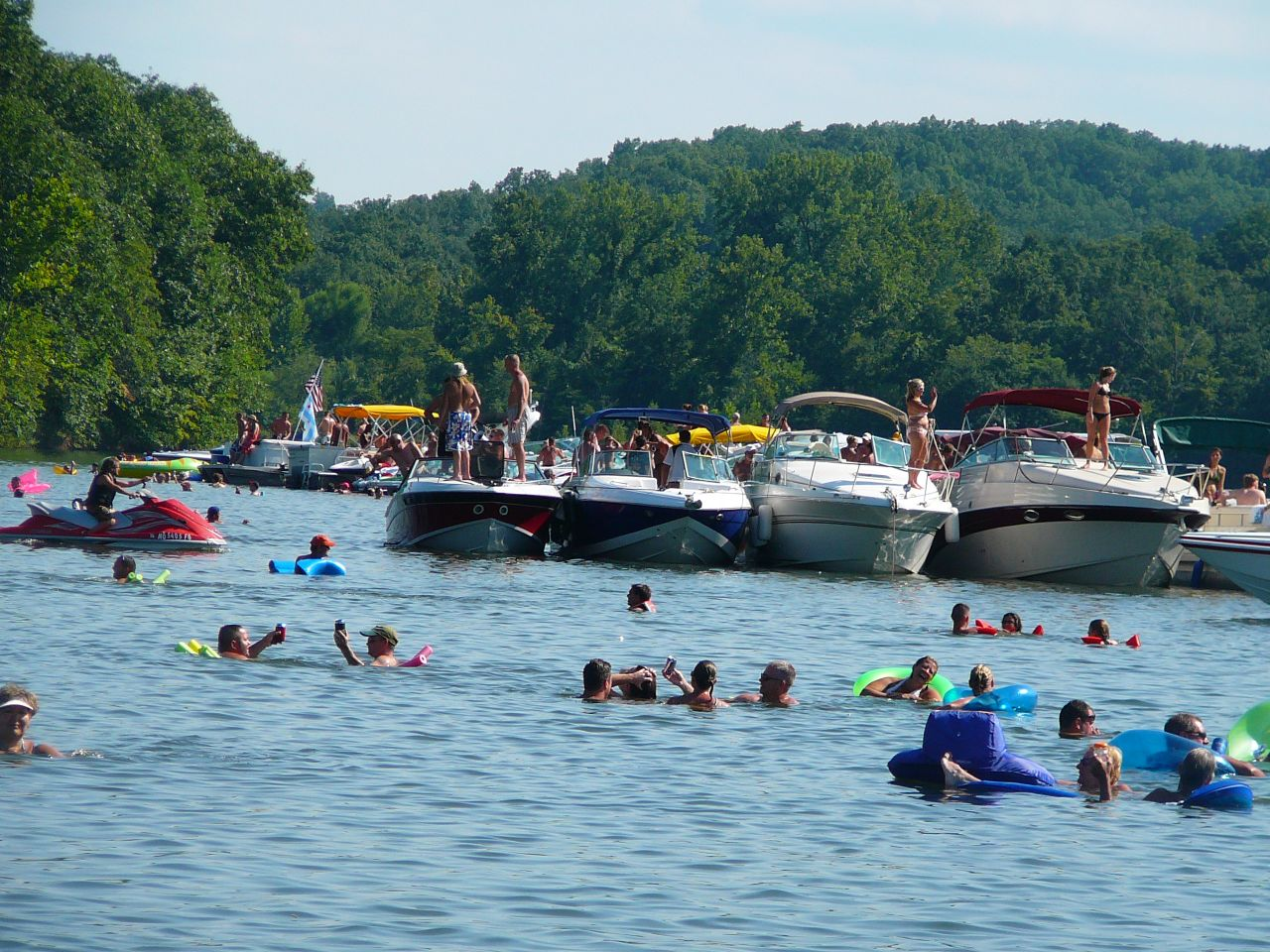
دریاچه اوزارک
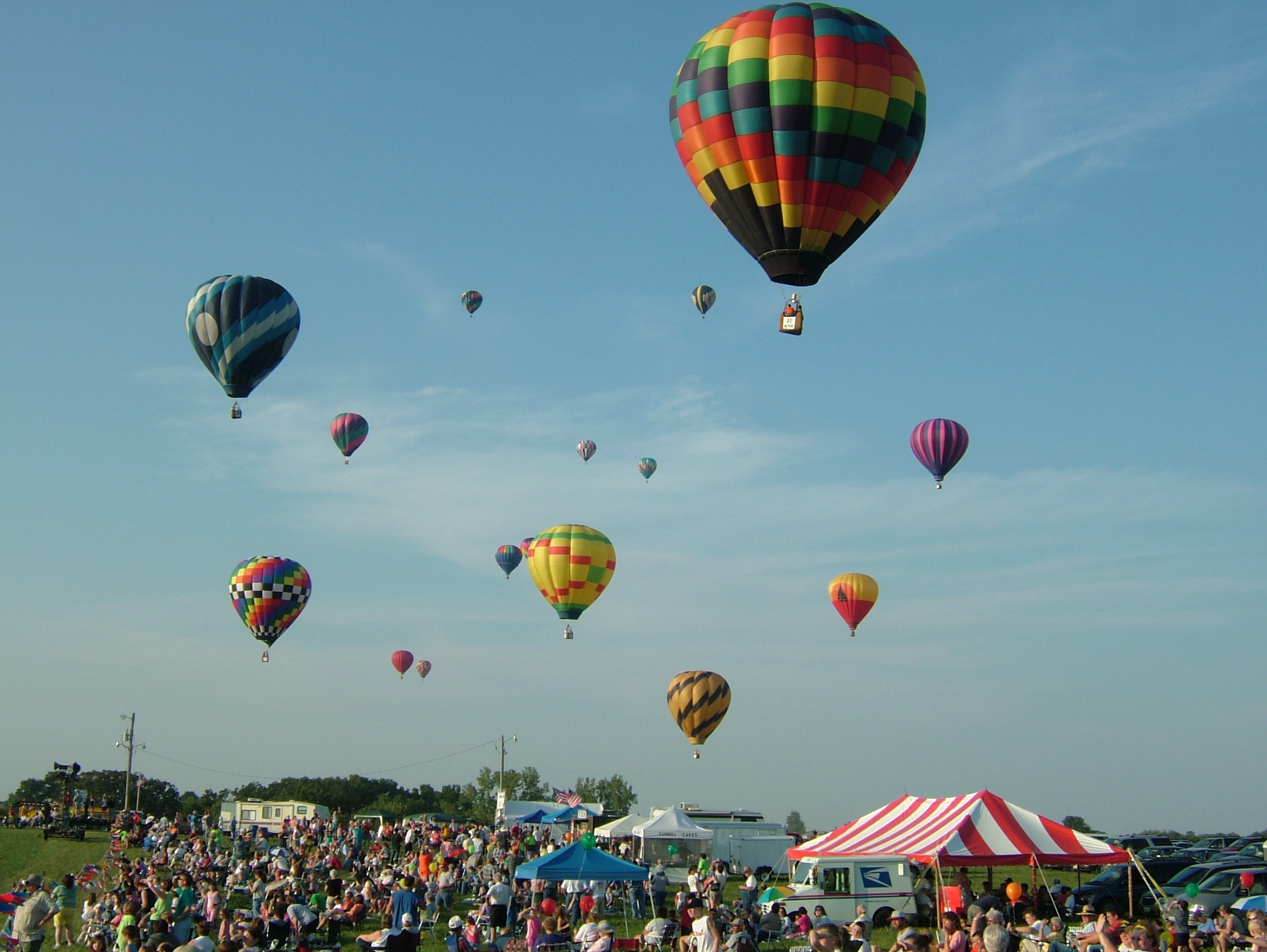
فستیوال بالن سواری پرشینگ
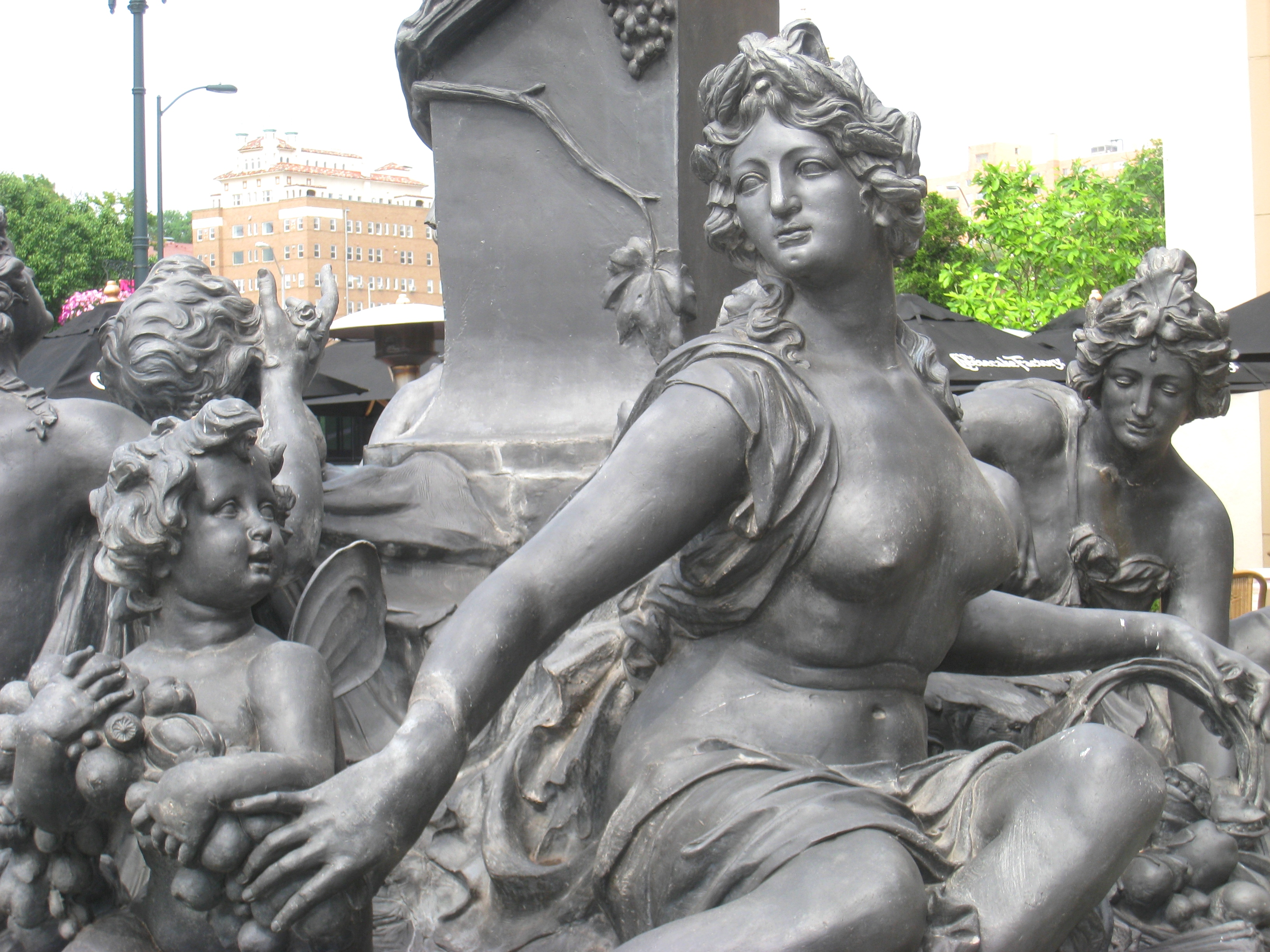
مجسمه دیانا و کودکان در کانتری کلاب پلازا
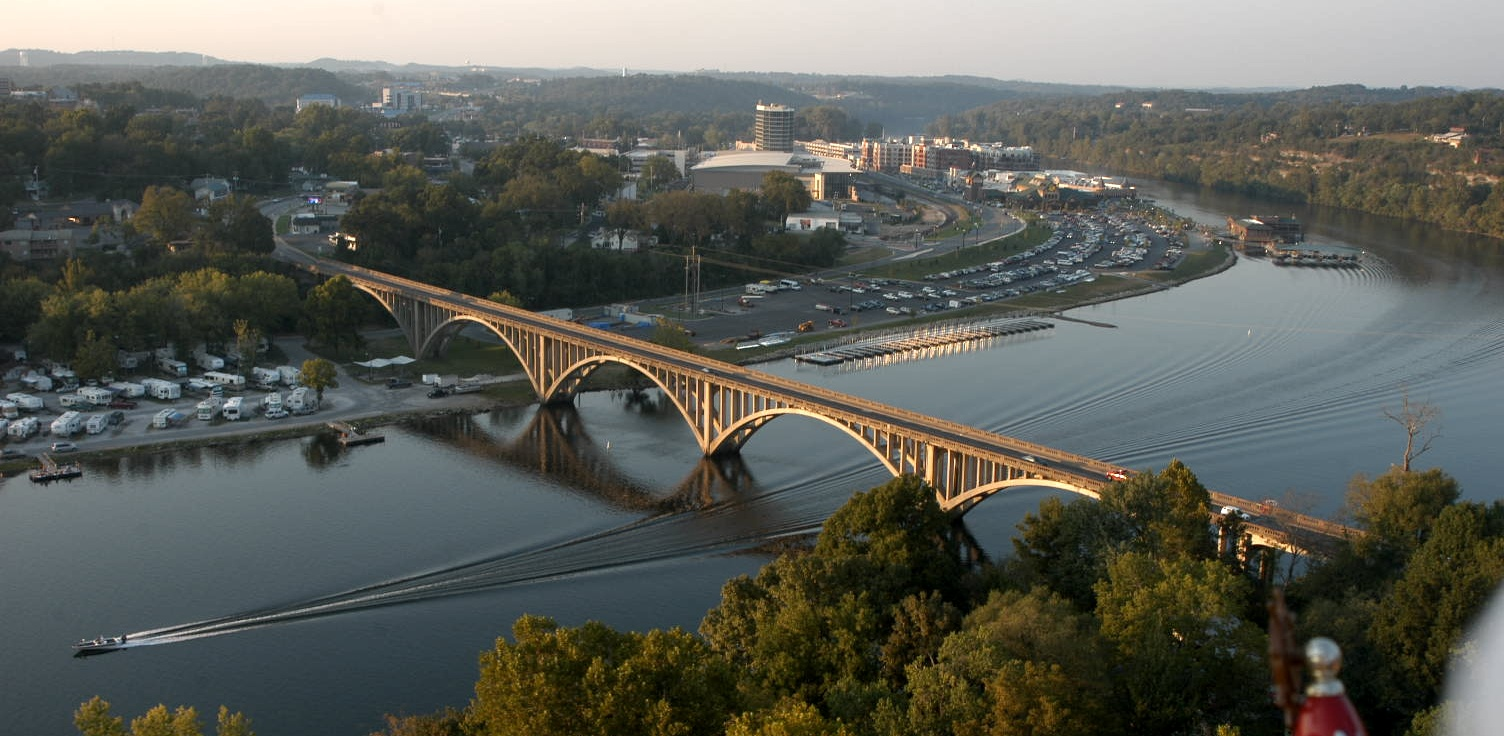
منطقه تفریحی برنسون
- حیات وحش میزوری
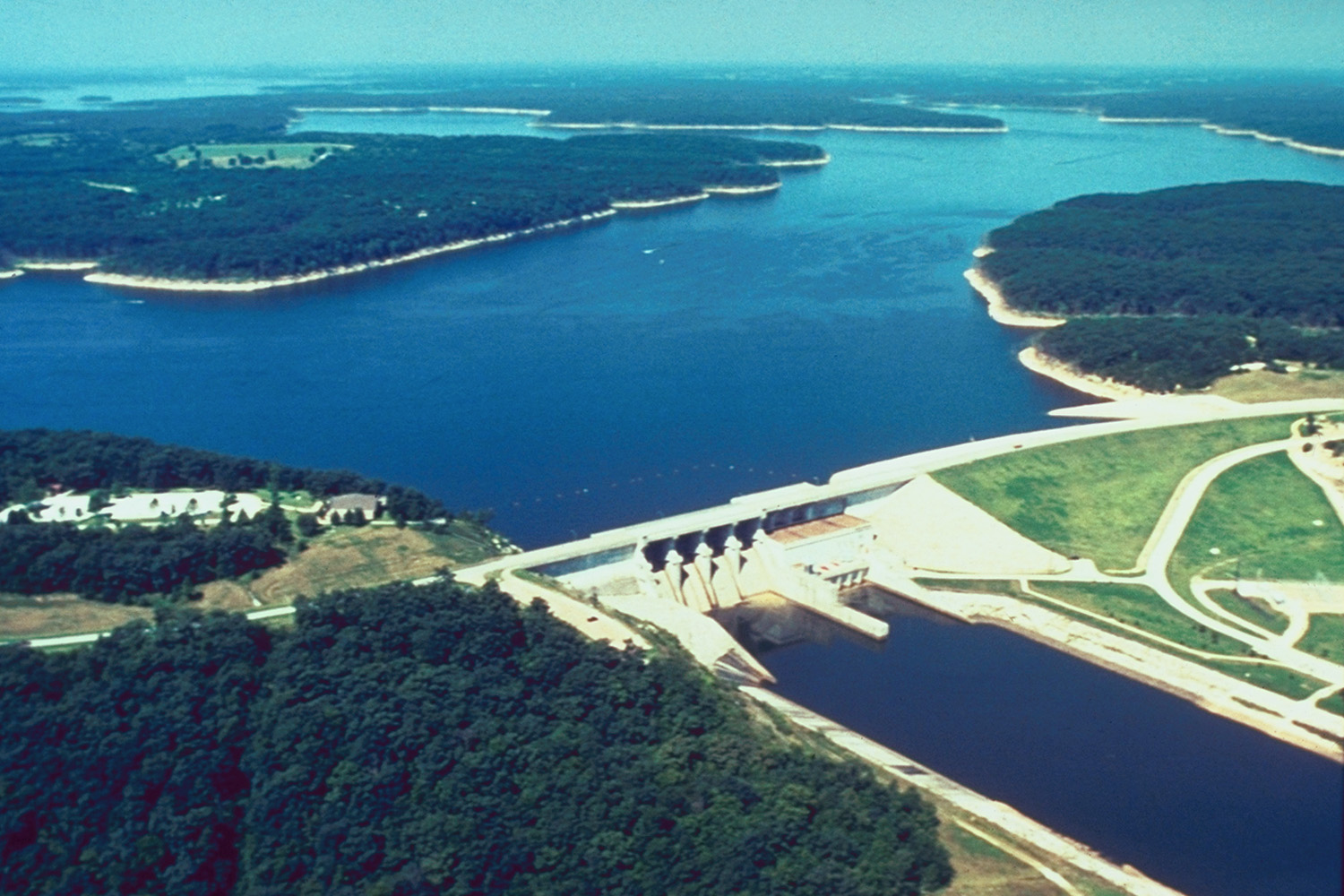
سد مارک توین
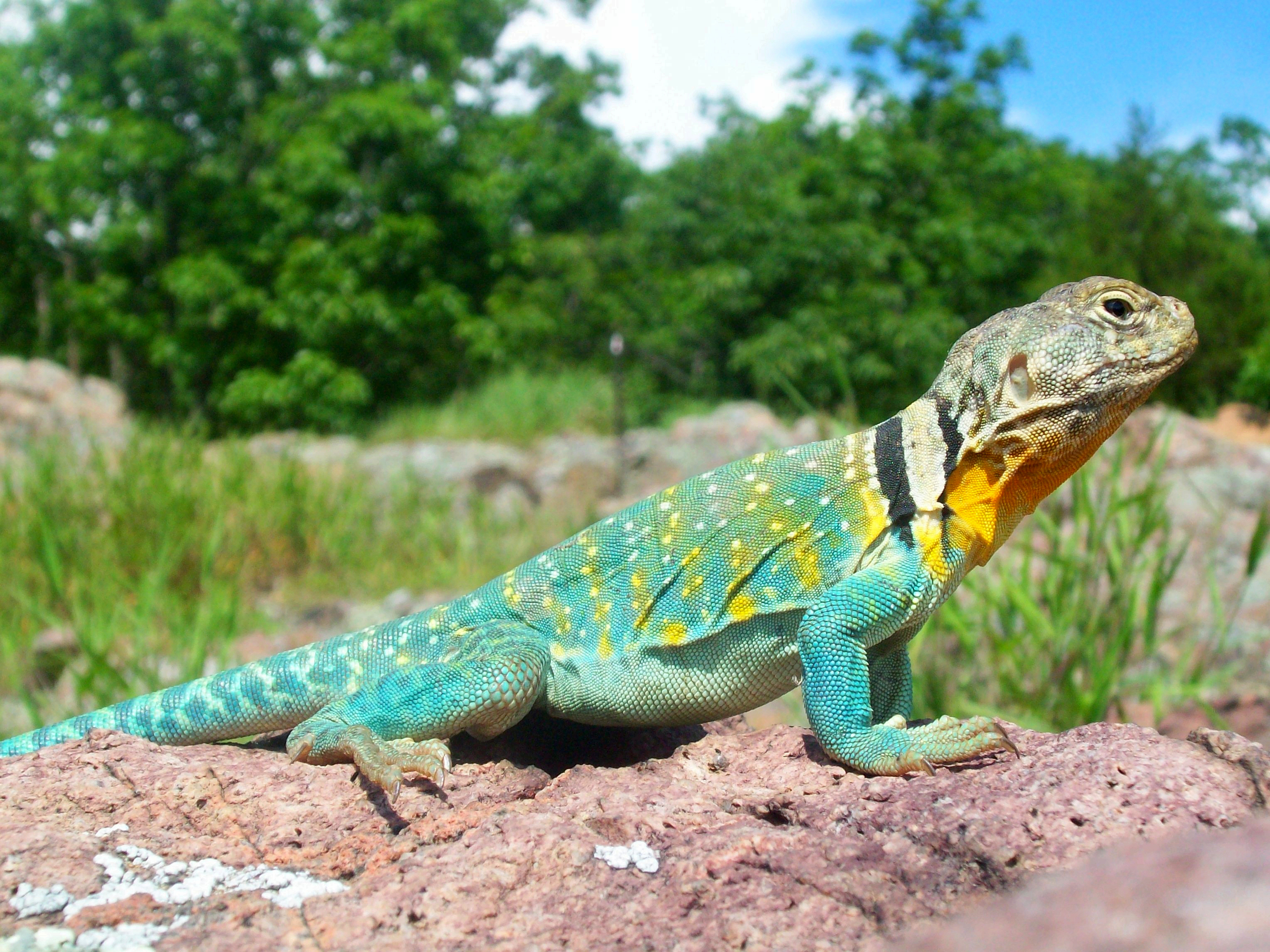
از گونه‌های بومی میزوری
فستیوال چراغانی چینی
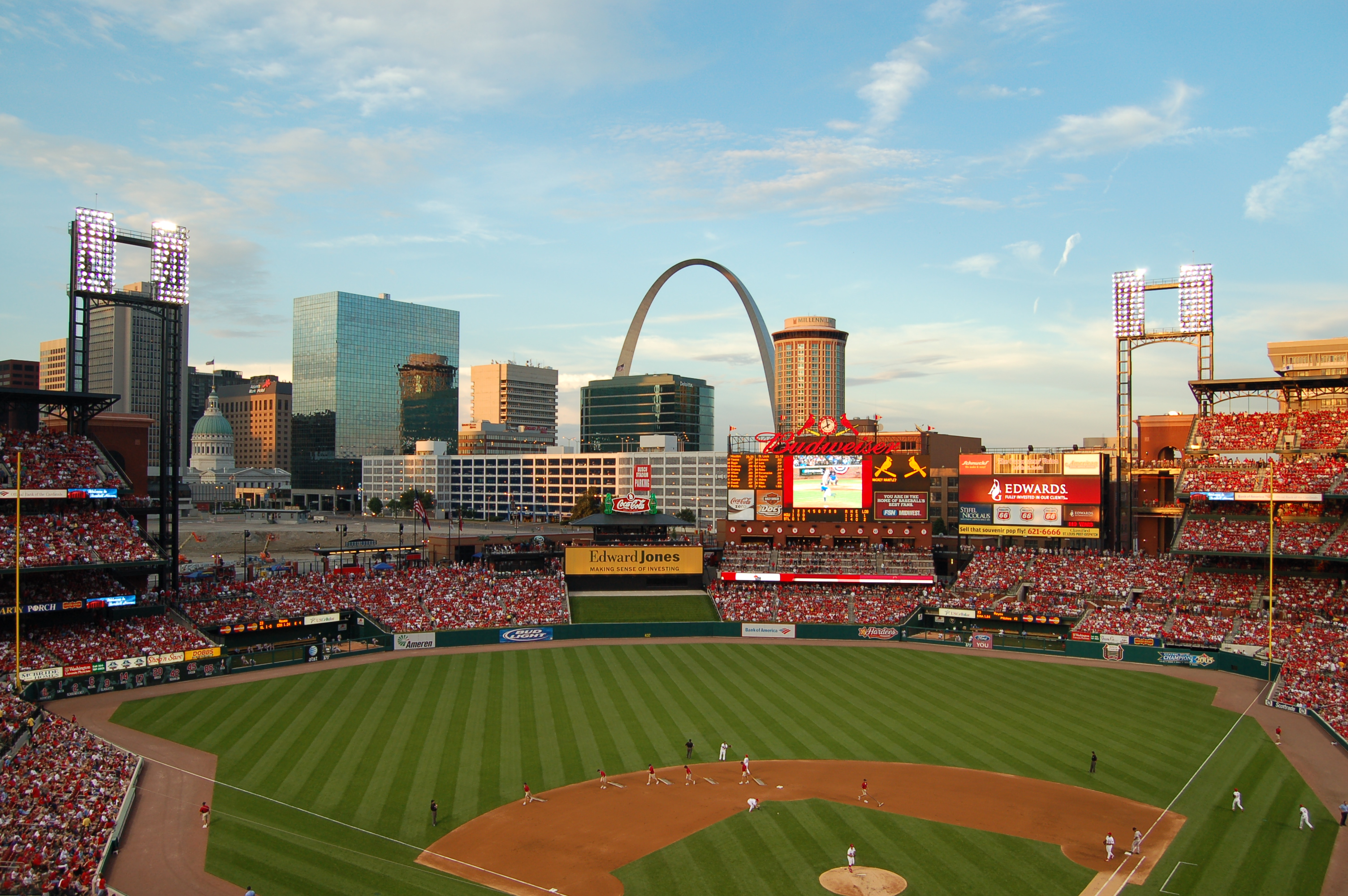
ورزشگاه بوش